# Annona (proveïment d'aliments)

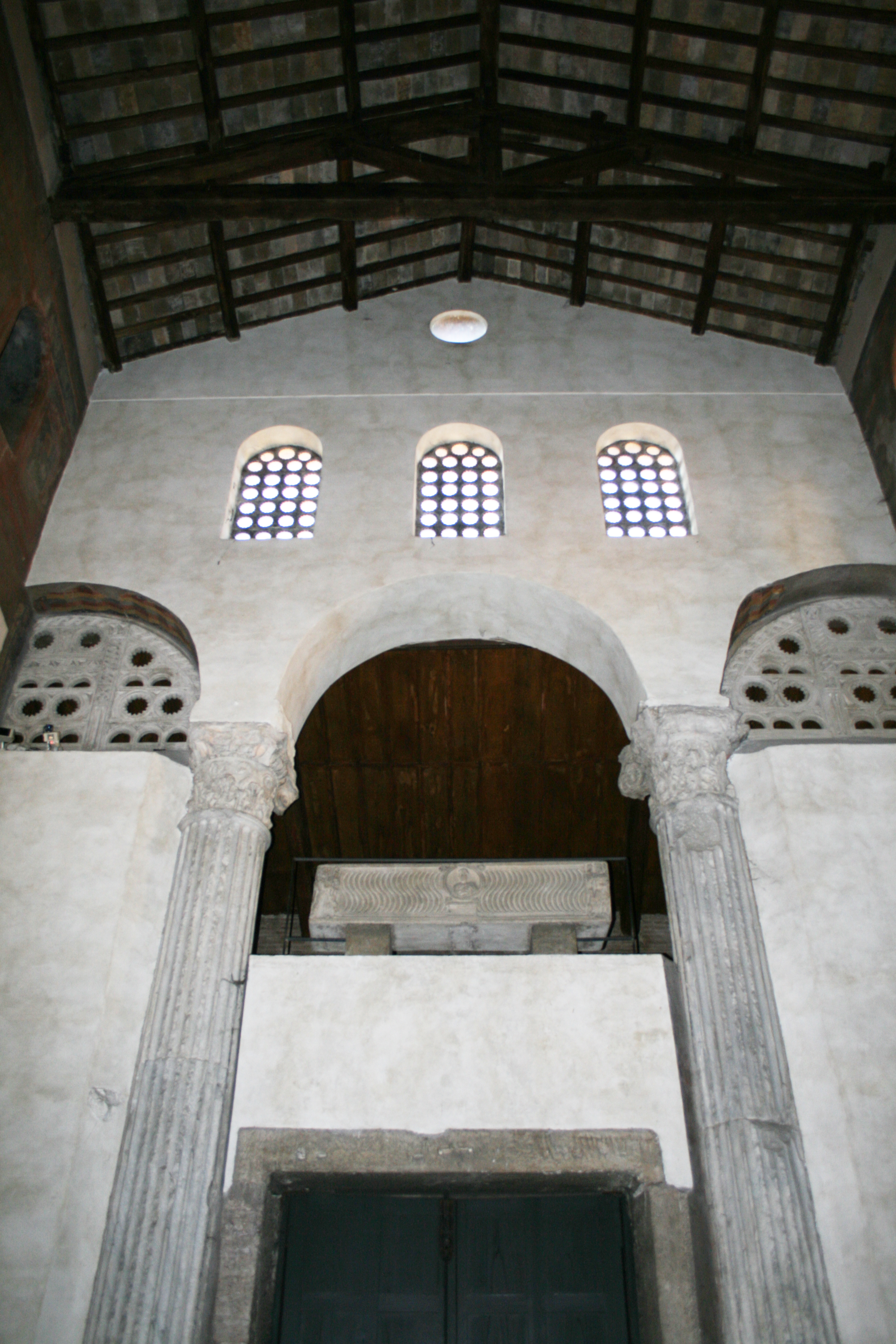
Una antiga statio annonae de Roma, forma part del que és avui dia l'església de Santa Maria in Cosmedin. Una altra statio fou trobada a la rodalia de la Cripta Balbi.

Annona era una paraula llatina que significa "producte anyal" i s'aplicava al producte (aliments, gra) subministrat per l'estat a la població. L'annona es va personificar i es va anomenar Annona, la deessa de l'abundància i protectora dels subministraments.

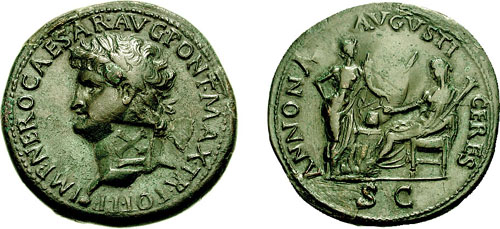
Sesterci amb l'efígie de l'emperador Neró i al revers apareixen dues figures femenines, una representant Annona i l'altra Ceres. Annona està dreta amb una cornucòpia i Ceres asseguda a la dreta, té una espiga de gra en una mà i amb l'altra posa una llàntia sobre un altar, entre ambdues hi ha una garlanda, símbol de celebració i de fons es veu la popa d'un vaixell.

Quan l'agricultura italiana va decaure i la població de la ciutat es va incrementar, l'estat es va haver de preocupar de què tothom tingués menjar suficient, per evitar aldarulls; es va fixar una obligació preferent d'exportació del gra cap a Roma i també arribaven tributs en gra i els edils eren els encarregats de distribuir-lo a un preu baix, generalment a preu de cost.
Aquest benefici es va convertir en obligació en temps de Gai Grac l'any 123 aC, amb una quantitat de gra i un preu fixats prèviament, que ja llavors era la meitat del preu de cost. L'any 58 aC Publi Clodi va convertir aquestes distribucions en gratuïtes. El 46 aC se'n beneficiaven 320.000 persones i Juli Cèsar va haver de reduir els beneficiaris fins a 150.000, però posteriorment el nombre va anar creixent fins que August el va fixar en 200.000 amb els noms inscrits en taules de bronze i amb uns tiquets a presentar cada mes contra la recepció del producte. Això es va mantenir fins al final de l'Imperi. Al segle iii el gra es va substituir en alguns moments per pa.
De l'annona se'n cuidava la magistratura de la cura annonae regulada per August i que era una de les principals de l'imperi; l'exercia el prefecte de l'annona.